# Alfa Romeo 33 Stradale
Alfa Romeo 33 Stradale är en sportbil, tillverkad av den italienska biltillverkaren Alfa Romeo mellan 1967 och 1969.
Alfa Romeo 33 Stradale var en landsvägsversion av racersportvagnen Tipo 33. Den presenterades på Turin-salongen 1967 och tillverkades endast i 18 exemplar. Bakom projektet låg Carlo Chiti från Alfa Romeos racingteam Autodelta. Motorn var en mittmonterad V8 på endast två liter, men eftersom den varvade hela 10 000 v/min tog man ut 230 hk även ur landsvägsversionen, en imponerande siffra ännu idag. Växellådan var en sexväxlad racinglåda. Karossen ritades av Franco Scaglione, tidigare chefsdesigner hos Bertone.